# Lübbertsfehn
Lübbertsfehn ist ein Ortsteil der Gemeinde Ihlow im Landkreis Aurich in Ostfriesland. Der 1637 gegründete Ort ist die zweitälteste Fehnsiedlung der Region nach Großefehn.

## Geschichte
Vier Jahre nach der Gründung (West-)Großefehns durch vier Emder Kaufleute wurde nur wenige Hundert Meter von Westgroßefehn entfernt die nächste und damit zweitälteste Fehnsiedlung Ostfrieslands gegründet. Federführend war hierbei – wie bei allen Fehngründungen in der Region bis 1660 – erneut ein Unternehmer aus Emden: Lübbert Cornelius. Für 950 Gulden kaufte er den bisherigen Nutzern des Gebiets, Bauern aus dem nördlich gelegenen Ostersander, etwa 200 Diemat Land ab (ein Diemat entspricht zirka 5700 m²). Der entsprechende Vertrag datiert vom 26. Dezember 1637.
Wie bei allen frühen Fehnsiedlungen Ostfrieslands diente Lübbertsfehn als Kapitalanlage: Dem Fehnunternehmer Cornelius ging es nicht primär um die Urbarmachung des Moors und die anschließende landwirtschaftliche Nutzung, sondern um den Torfstich und den Verkauf des Torfs in seiner Heimatstadt Emden. Am 2. Januar 1639 vergrößerte Cornelius die Fehnkolonie um weitere 200 Diemat, die er diesmal jedoch vom ostfriesischen Grafenhaus erhielt – und auch nicht als Eigentum, sondern in Erbpacht. Die Siedler wurden in den umliegenden Geestdörfern angeworben und traten als Unterpächter auf. Sie besorgten den Abbau der Torfschichten und kümmerten sich um die anschließende Kultivierung des Landes. Den Torf brachte die Fehnkompanie mit eigenen Schiffen über einen Stichkanal des Fehntjer Tiefs und anschließend über dieses nach Emden. Erst später gingen die Kolonisten dazu über, mit eigenen Schiffen den Torf zu transportieren.
Bis ins 18. Jahrhundert wuchs die Fehnsiedlung durch natürlichen Zuwachs ebenso wie durch Vergrößerungen der Torfabbauflächen. Nachdem der meiste Torf abgegraben und die räumliche Ausweitung nicht mehr möglich war, stagnierte jedoch die Bevölkerungsentwicklung. Zwischen 1789 und 1905 nahm die Einwohnerzahl Lübbertsfehn im Gegensatz zu vielen anderen ostfriesischen Fehnen nur noch wenig zu. 1816 wies der Ort 280 Einwohner auf, 1848 dann 253 und 1895 schließlich 308. Bemerkenswert ist allerdings, dass die Einwohnerdichte Lübbertsfehns in der Mitte des 19. Jahrhunderts noch stets deutlich höher war als der Durchschnitt im Landkreis Aurich: Im Jahre 1839 betrug die Dichte 130 Einwohner pro Quadratkilometer, der Durchschnitt des Landkreises lag noch neun Jahre später erst bei 48 Einwohner pro Quadratkilometer. Die Siedlung stagnierte, jedoch auf hohem Niveau.
Wie in anderen Fehnorten verlegten sich die Einwohner Lübbertsfehns auch auf den (kleinmaßstäblichen) Schiffbau und die Schifffahrt. Wegen der erwähnten Stagnation kam dieser Erwerbszweig jedoch nie zu einer Blüte wie in den größeren Fehnsiedlungen Großefehn, Warsingsfehn oder Rhauderfehn. Für 1816 ist in Lübbertsfehn eine Werft bezeugt, die aber 1839 schon nicht mehr bestand. 1816 verfügten die Schiffer aus Lübbertsfehn über zwölf Schiffe, davon acht Torfschiffe für den Binnenverkehr und vier Seeschiffe für den küstennahen Verkehr. Bereits 1862 waren es nur noch zwei Schiffe insgesamt, während in Rhauderfehn im selben Jahr 104 Schiffe beheimatet waren. Die Lübbertsfehntjer gingen im Laufe des 19. Jahrhunderts mehr und mehr dazu über, ihre Lebensgrundlage in der Landwirtschaft zu suchen.

## Naturschutzstation
In einem Bauernhof aus dem Jahr 1843 ist die Naturschutzstation Fehntjer Tief untergebracht, eine Einrichtung des Landkreises Aurich für die Umweltbildung. Sie dient zugleich als außerschulischer Lernort.